# Шпенглер, Фриц
Фридрих (Фриц) Шпенглер (нем. Friedrich (Fritz) Spengler, 6 сентября 1908, Мангейм, Великое герцогство Баден — 10 марта 2003, Вайскирхен, Саар) — немецкий гандболист, саарский и западногерманский тренер. Олимпийский чемпион 1936 года.

## Биография
Фриц Шпенглер родился 6 сентября 1908 года в немецком городе Мангейм.
Играл в гандбол 11×11 за «Вальдхоф» из Мангейма, в составе которого в 1933 году стал чемпионом Германии, а в 1937 году завоевал серебро.
В 1936 году вошёл в состав сборной Германии по гандболу на летних Олимпийских играх в Берлине и завоевал золотую медаль. Играл в поле, провёл 2 матча, забил 2 мяча (по одному в ворота сборных Венгрии и Швейцарии).
В 1934—1936 годах провёл за сборную Германии 5 матчей, забил 11 мячей.
После Второй мировой войны до 1969 года был тренером гандбольной ассоциации Саара. В 1951—1956 годах возглавлял сборную Саара, участвовал с ней в чемпионатах мира по гандболу 11×11 1952 и 1956 годов. В 1956 году тренировал сборную Саара по гандболу 7×7 и возглавлял её в единственном в истории матче — 26 декабря 1956 года в Амстердаме подопечные Шпенглера сыграли вничью со сборной Нидерландов — 20:20.
Умер 10 марта 2003 года в немецком городе Вайскирхен.